# Tràmbel
Tràmbel (en grec antic Τράμβηλος), va ser, segons la mitologia grega, un fill de Telamó i de la troiana Teanira, feta presonera en la primera caiguda de Troia a mans d'Hèracles.
El rei Aríon, que havia acollit la seva mare quan aquesta va fugir del costat de Telamó, el va criar com a fill seu. Tràmbel s'enamorà d'Apríate, una noia de Lesbos, i no va ser correspost. El jove la va segrestar i després la va llançar al mar, ja que no va cedir davant de les seves peticions. Poc després els déus li van enviar el càstig.
Quan Aquil·les tornava d'una expedició de pirateria durant la guerra de Troia, Tràmbel entaulà combat amb l'heroi, i va morir en la lluita. Però Aquil·les, admirat del valor i de la fortalesa del jove, va preguntar qui era, i, en saber que era fill de Telamó i, per tant, parent seu, li va erigir una tomba a la platja.